# パンツァーヴルフミーネ
パンツァーヴルフミーネ（ドイツ語: Panzerwurfmine）は、ドイツで開発された対戦車手榴弾である。第二次世界大戦中に使用された。

## 概要
歩兵が使用する手投げ式の対戦車兵器であり、弾頭は成形炸薬である。
初期型のパンツァーヴルフミーネ（L）は、弾頭、鋼鉄製の弾体、木柄とそれを覆う安定翼で構成されている。柄付き手榴弾と同様に、木柄の尾部はねじ込み式のキャップがあり、これを外すと内部に撃発用の紐が収められていた。投擲すると木柄を覆っていた4枚の安定翼が開き、飛行時の直進性を高めて目標に適切に衝突するように設計されていた。
後のモデルでは安定翼ではなく布製の吹流しを使うものや、後部からリボンが出るものがあった。
重量1.35kg、全長533mmというサイズから、重い上に携行も容易ではなく、投擲距離は最大でも20から30メートル程度であった。しかし、当時の他のドイツ軍近接対戦車兵器と比較すると、軽量かつ取り扱いが容易で貫通力も高いことから、使用者には好まれた。

## その他
1970年代に、エジプト軍がパンツァーヴルフミーネの事実上のコピーを採用し、イスラエル軍との戦闘に使用した。